# ماجراهای لانگ جان سیلور
ماجراهای لانگ جان سیلور (انگلیسی: The Adventures of Long John Silver) یک مجموعهٔ تلویزیونی رنگی است که پیش از ظهور و رشد صنعت تلویزیون در استرالیا، در این کشور و برای عرضه در بازارهای بریتانیا و ایالات متحده آمریکا ساخته شد.
این مجموعه تلویزیونی دربارهٔ شخصیت خیالیِ لانگ جان سیلور در کتاب جزیره گنج است و نخستین بار در سال ۲۲ سپتامبر ۱۹۵۵ میلادی در ایالات متحده آمریکا و سپس در سال ۱۹۵۷ میلادی در شبکهٔ آی‌تی‌وی بریتانیا به نمایش درآمد. در استرالیا نیز، شبکهٔ ای‌بی‌سی در سال ۱۹۵۸ میلادی، آن را به روی آنتن برد.
در ایران، این مجموعه تلویزیونی، در سال‌های ۱۳۵۵ تا ۱۳۵۶ خورشیدی، با عنوانِ «لانگ جان سیلور» و با دوبلهٔ فارسی از تلویزیون ملی ایران پخش شد.